# Twitter
（中文譯推特），是源於美國的及社交網絡服務平台。它可以让用户发布不超过280个的消息（中文、日文和韩文为140个），这些消息也被称作推文。Twitter由傑克·多西在2006年3月创办并在当年7月启动。Twitter於美國访问量排名35，同时每天还会处理约16亿的网络搜索请求。公司總部设立在旧金山，其部分办公室及位于纽约。
Twitter被形容为“網際網路的”。网站的非注册用户可以阅读公开的推文，而注册用户则可以通过Twitter网站、短信或者各种各样的来发布消息。同时，Twitter还在阿拉伯之春以及2010年代後期以來全球的民運活动中扮演重要角色，因為Twitter素來以寬鬆的言論環境和即時性的趨勢著稱，但也有操作輿論與政治審查的爭議立場。在歷過近十年的發展後，Twitter已成為現今全球新聞、娛樂和評論的重要來源，卻也開始面臨諸多經營困境，包括用戶成長趨於停滯，廣告銷售疲軟等。。
2013年9月，Twitter進行首次公開募股：同年11月7日，Twitter股票在纽約證券交易所挂牌上市，开盘45.1亿美元，较发行价大涨73.46%。
2021年，Twitter每天有1.92億活躍用戶。 全球用戶年齡層有63％在35至65歲間。女性與男性Twitter的比例大約為1比2：女性為34％，男性為66％。
2022年，埃隆·马斯克以26.4億美元買下Twitter 9.1%的股份，成為Twitter個人最大股東，並計劃提出以每股54.2美元（總共430億美元）買下Twitter所有股份。4月15日，Twitter董事會投票通過將利用毒丸計劃，批准股東們在發生惡意收購時購買額外的股票。4月25日，Twitter宣布，董事會已接受马斯克以440億美元的收購提議，交易預計在同年內完成。但在5月13日，馬斯克宣布因需要等待Twitter提供有關數據確認其垃圾郵件賬戶以及虛假賬戶的佔比不足5%，決定暫緩收購案，並曾在7月8日宣布終止收購案。10月27日，馬斯克最終完成了收購案。
2023年3月9日，埃隆·马斯克将推特公司并入X公司，推特公司至此不复存在。同年7月，马斯克宣布Twitter将进行品牌重塑，更名为“X”；7月24日，Twitter开始逐渐更名为“X”，徽标由小蓝鸟标识变更为黑色的X标识（𝕏），而其網址twitter.com（页面存档备份，存于）被重定向至x.com （页面存档备份，存于） 。

## 歷史

### 创办

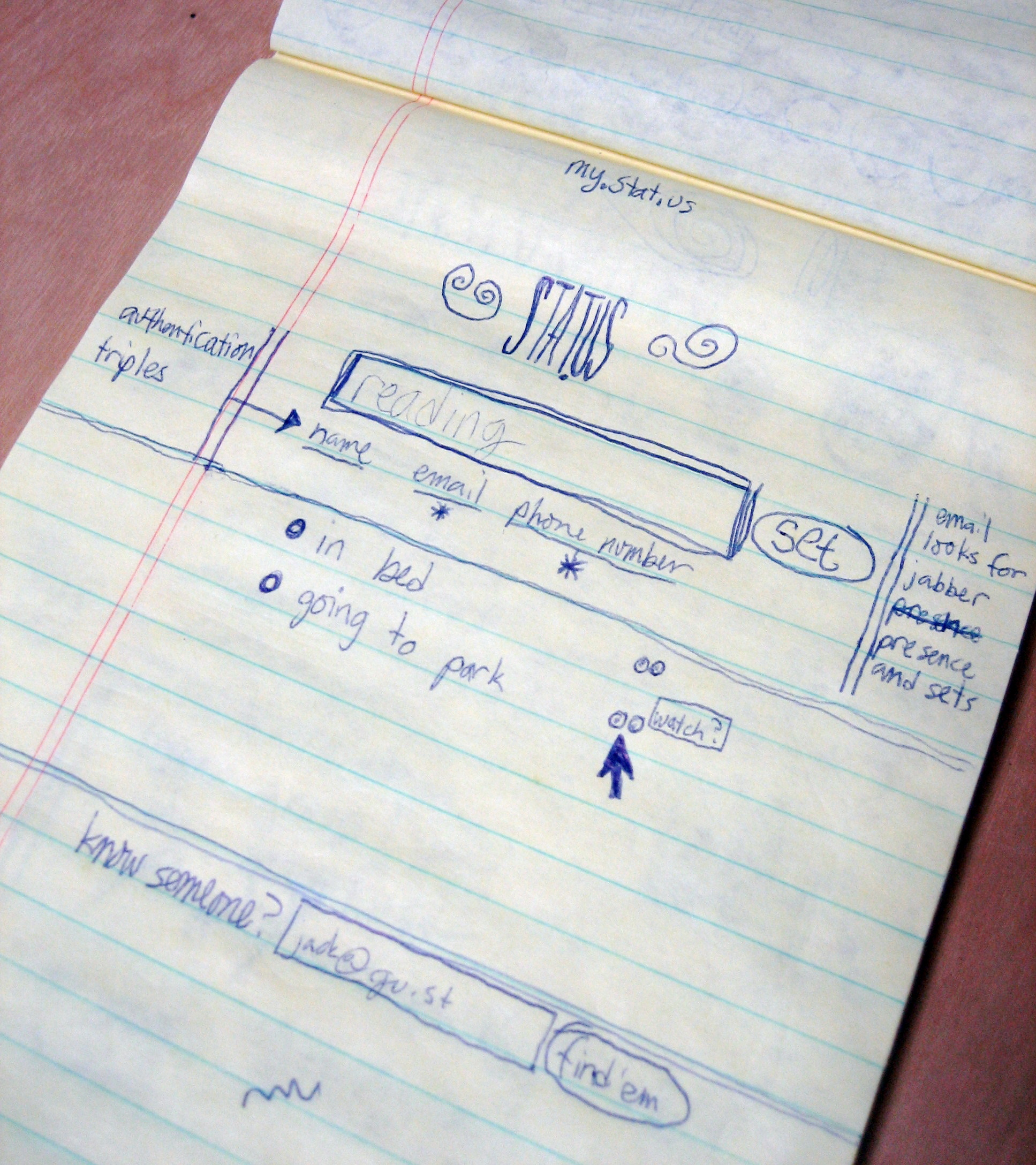
杰克·多西大约在2006年创立的Twitter短信息服务的图示

2012年6月13日，Twitter更换小鸟图标后的簡體中文首页

Twitter的前身是约于2005年成立的Odeo播客平台，创立者是诺阿·格拉斯。埃文·威廉姆斯是该公司的早期投资者之一，并成为其后来的行政總裁。不久Odeo扩展，杰克·多西、布雷恩·库克等人加入。
2005年秋季，苹果发布了内建音樂播放功能的iTunes，Odeo业务大受影响。威廉姆斯改组业务，将Odeo的员工分成数个小组开展不同的项目。格拉斯和多西的“全日智囊团”开始了名为“Twttr”的项目，创意来自多西，格拉斯负责营运并定下了“Twttr”的名字。这是Flickr和美国短信服务代码都是5位数这一惯例所带来的灵感。开发者们最初使用“10958”作为实验开发所用的短号码，后来为了“方便实用与记忆”将其改为了“40404”。
杰克·多西提出了一个个人使用手机短信来与小组进行交流沟通的设想，这个设想有一部分来自于短信息群组服务TXTMob所带来的灵感。
|             | 这个项目最开始的一段时间里使用“Status”作为项目名称，事实上它当时没有名字。当时试图给它命名并且移动化是这个产品的大的发展方向……我们喜欢短信服务这个方面以及你如何在任何地方即时更新与接收信息。我们想捕捉一种感觉：那种你不断骚扰你的朋友的手机而产生的振动的感觉。腦力激盪地进行了许多给产品命名的讨论，之后我们想到了一个名字“twitch”（抽搐），因为手机震动的时候感觉就是这样的，但是“twitch”表达的意向不准确使得它不能成为一个好的产品名称。因此查阅字典後，最终找到了单词“twitter”（啁啾），而且我们觉得它很棒。它的定义是“很弱的脉冲信号”与“小鸟的啁啾”，而且这正符合这个产品的大体设计思路。 |
| ——杰克·多西 | |

2006年3月21日，这个项目完成的时候，多西在晚上9：50太平洋标准时间（PST）发表了第一条Twitter消息:“just setting up my twttr”。
|       | jack | Twitter的logo，一个风格化的小蓝鸟 |
| @jack |      | Twitter的logo，一个风格化的小蓝鸟 |

just setting up my twttr
2006-03-22
在最开始Twitter仅仅是为Odeo公司雇员提供的内部服务，并且在2006年7月向公众开放。2006年10月，比兹·斯通、埃文·威廉姆斯、多西和其他来自Odeo公司的成员一起成立了Obvious公司并且获得了Odeo公司及其所有资产：包括Odeo.com和来自投资者和其他股东的Twitter.com。随后在2007年Twitter从原来的公司独立出来并成立了独立运营的公司。

### 反应
使Twitter一炮走红的是2007年的西南偏南（SXSW）活动，在这次活动期间，Twitter的使用量从每天20,000推增长到60,000推。“来自Twitter的人巧妙地将两块60英寸的等离子显示屏拼在一起并放在会议走廊上，专门用来显示来自Twitter的消息”来自《新闻周刊》的Steven Levy这样说道。“数以百计的与会者通过他人的Twitter消息不断地监视着他人的动态，小组成员与演讲者都提到了这个服务，并且在场的博客们都在吹捧这项服务。很快在场的所有人都在讨论并发表有关这样一个新事物的文章，他们认为这个东西与即时通讯很相似，与博客也很相似，或者说与发送电报很类似。” Twitter在这次活动中带来的影响非常积极，Laughing Squid的博主Scott Beale说Twitter“绝对地控制了”SXSW，社会软件研究者Danah Boyd说Twitter“拥有了”这次活动。 Twitter的全体员工也最终包揽了这次活动中附有“we'd like to thank you in 140 characters or less. And we just did!”获奖词的网络部落格类大奖。
2010年1月22日，国际空间站的美国国家航空航天局宇航员提摩西·克林姆在Twitter上发布了第一条来自地球外的Twitter消息。截止到2010年11月，在宇航员通讯用的Twitter账号@NASA_Astronauts上，平均每天都有一定数量的消息。
2011年4月6日，Twitter正式启用新的首页登入界面。
2011年9月15日，Twitter推出包括中文在内的5种新语言。

### 领导团队

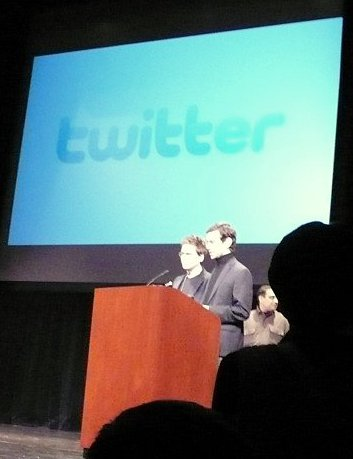
比兹·斯通和多西领取最佳mobile startup的Crunchie奖

杰克·多西作为首席执行官，他见证了公司在发展初期的两轮支持公司后续发展的风险投资全部过程。
2008年10月16日，埃文·威廉姆斯成为了公司首席执行官，而多西成为了公司的董事长。
2010年10月4日，威廉姆斯宣布他将从首席执行官的职位退下，当时任Twitter公司的首席运营官迪克·柯斯特洛成为新一任首席执行官。根据Twitter 2010年10月4日发表的一篇博客，威廉姆斯将继续留在公司并“将所有精力集中于产品战略上”。
根据纽约时报的报道，在多西离开后，柯斯特洛与多西形成了非常亲密的关系。根据PC Magazine的报道，威廉姆斯将不再管理公司日常的各项事务。他目前集中于更新的起点，但他依旧是执行董事会中的一员，并且承诺“将会从任何可能的角度提供帮助”。斯通仍在Twitter工作，同时他也在AOL以“志愿者活动和慈善事业顾问”的身份活动。
多西在2011年3月重新加入Twitter，并担任产品开发的执行首席。他的工作时间全部花费在他任首席执行官职务的Square公司以及距离该公司不远的Twitter公司。
2020年6月推特宣布帕特里克·皮谢特将接替奥米德·库尔德斯塔尼担任董事长。
2021年11月，杰克·多西卸任首席执行官，由首席技术官帕拉格·阿格拉瓦尔接任。

### 成长
Twitter公司经历了非常快速的发展。2007年时，平均每季度会产生400,000条消息，而到了2008年，这个数字已经增长至1亿。在2010年2月，Twitter用户平均每天会发送5000万条消息。到2010年3月，Twitter官方一共记录了超过70,000款第三方应用程序。到2010年6月，根据Twitter提供的数据，平均每天会产生6500万条消息，也就是每秒750条消息。Compete.com网站显示，Twitter早在2009年1月就已经从排名第22位的社交网络站点上升至第三位。
Twitter的信息量经常会突然在重要事件发生时猛增。例如在2010年世界杯足球赛上，在日本队与喀麦隆队伍竞争并得分的三十秒内，用户每秒发出的信息数量是2,940条。这一纪录在6月17日举行的2010年NBA总决赛中当洛杉矶湖人队赢得胜利时被打破，当时的纪录是每秒钟3,085条消息，随后这一纪录在日本队与世界杯比赛中击败丹麦队时被每秒产生的3,283条消息数量再次打破。当美国歌手迈克尔·杰克逊在2009年6月25日去世时，用户每小时发布的包含迈克尔·杰克逊名字的消息就达到100,000条，导致Twitter服务器一度崩溃。
2010年4月11日，Twitter吸纳了软件开发者Atebits，这位软件开发人员已经开发出了获得Apple设计大奖的Twitter客户端Tweetie，这款软件包含iPhone版本和Mac版本。后来这款软件改名为Twitter并作为官方程序免费开放下载，适用于iPhone、iPad以及Mac平台。 从2010年9月到10月，Twitter公司开始推出全新的“New Twitter”，这是Twitter网页版的全新版本。其中全新设计包括可以在每条消息内通过点击消息内所包含的链接就可以直接观看各种多媒体而无需离开Twitter站点，所支持的站点链接包括Flickr和YouTube。同时新的设计还包括全新的页面布局：将类似“@Mentions”和“Retweets”之类的全部移到了Twitter消息的上部，并且每一页的上端都会有一个浮动条，可以给用户提供包括登出等功能的链接。在2010年11月，官方已经确认新版的Twitter已经提供给所有的用户了。
2011年4月5日，Twitter推出了全新版本的首页，并逐渐淡化旧版本的Twitter设计。但在新版本主页启动之后发生了一些小的错误，导致Twitter不得不回溯到旧版本直到问题得以解决。2011年4月20日，新版本主页再次被引入，但是仍然保留了让用户切换至老版本页面的功能。 2011年11月8日，Twitter对其网站进行了一次重新设计，以突出其“飞翔”的寓意，该设计据说是为了能够提供给用户更好的用户体验以及帮助商家利用广告进行宣传。同时此次设计还引进了“主页”、“联系”和“发现”三个按钮，该设计曾经被用来与Facebook的新版设计相对比。
2012年2月21日，有消息称Twitter与俄罗斯搜索引擎Yandex成为合作伙伴，Yandex认为Twitter的实时消息更新是一个非常有价值的功能，而Twitter的市场开发部门负责人则认为让Twitter的消息能够出现在用户所在区域是一项很重要的举措。 2012年3月21日，Twitter在庆祝6岁生日的同时对外宣布，其已经具有1.4亿的活跃用户以及高达每天3.4亿条的推文数量。该用户数量与2011年9月的1亿用户数量相比，增长了40%。 2012年4月，Twitter宣布在底特律设立办公室以用于和汽车品牌和广告代理公司进行合作。此外，Twitter还在都柏林设立了自己的办公室。
2013年9月10日，Twitter Inc斥3.5億美元（約27.3億港元）收購流動廣告交換服務商MoPub Inc.，屬該公司最大宗收購。2013年11月6日，Twitter Inc登陸紐約證券交易所，将IPO发行价定为26美元，发售7000万股普通股，集資18.2億美元，交易代码为“TWTR”。
2014年5月5日，Twitter與全球最大網路零售商亞馬遜公司聯手，開放用戶從旗下微網誌服務的推文直接購物。 2014年6月4日，Twitter宣布将收购移动广告平台 Namo Media，但并未透露交易金额。 2014年6月19日，Twitter宣布，将收购视频编辑创业公司SnappyTV，具体的收购金额并未公布。
2015年3月，Twitter收购的流媒体直播应用Periscope正式上线。通过Periscope，用户可以向其他人直播视音频，直播和评论功能都在Periscope app内完成。直播的地址链接可以分享到Twitter上，让更多的人参与进来。 2015年4月，Twitter收购广告技术提供商TellApart，TellApart曾与Facebook合作。
2016年1月，Twitter拟计划自3月底开始取消用户每次最多发布140个字符的限制，字符容量将扩展至1万个但此计划后来被否决。 2016年9月開始，Twitter遭遇經營困境，引發外界質疑Twitter能否繼續以獨立上市公司的方式存活。自2013年首次公開上市股票（IPO）後，其用戶開始緩慢擴張、收入成長停滯，以致陷入虧損的境地，因此傳出有出售公司的打算。
2017年9月，Twitter给个别用户开放了提升字符限制的测试，使得个别用户可以发送多达280个字符的推文，比起原来的140个字符限制提升了一倍。11月份，Twitter正式将所有用户的推文字符限制提高到280个字符，但中文、日文和韩文除外，即一个汉字、日语假名或谚文被视为两个字符，因为Twitter公司经过调查发现，中文、日文和韩文在原先的字符限制下已经足够表达推文所要表达的意思，所以没必要对这些语言文字放宽字符限制。
2020年2月，据报道，Elliott Management Corporation收购了Twitter的股份，激进股东和共和党支持者Paul Singer预计将寻求罢免CEO Dorsey。Twitter同意任命一名新的独立董事和两名新的董事会成员，并进行20亿美元的股票回购。 2020年7月，Twitter要求所有人員配戴口罩。2020年12月，Twitter开始测试Spaces以对抗多人在线语音聊天社交软件Clubhouse 。
2021年1月，Twitter启动在iOS平台上的测试，2021年3月，Twitter启动在Android平台上的测试。2021年1月26日，Twitter收购了Revue，这是一项电子邮件通讯服务，以与Substack等平台竞争。 2021年2月25日，Twitter宣布推出Super Follows，这是一项订阅服务，允许内容创作者为其内容收取费用。

### 伊隆·馬斯克的收購
2022年4月4日，据报道，埃隆·马斯克以28.9亿美元收购了Twitter 9.2%的股份。作为回应，Twitter的股价上涨了27%，Twitter 股价经历了自2013年Twitter首次公开募股以来的最大盘中涨幅。2022年4月14日，马斯克正式向SEC提交文件，表示以$430億美金收購Twitter整間公司，每股金額到達 $54.20美金。 2022年7月8日，马斯克表示他将终止收购Twitter的交易。 2022年10月3日，马斯克代表律师宣布原定计划重启收购，条件是Twitter须放弃官司。10月27日，马斯克完成以440亿美元将Twitter私有化的交易。整个Twitter董事会被马斯克解散，马斯克成為Twitter唯一董事。埃隆·马斯克收購Twitter後表示，Twitter将提供每月8美元的付费订阅服务。同時Twitter50%的員工將被裁員。有不少被解僱的員工對推特提起訴訟。2022年12月14日，推特冻结了跟踪马斯克私人飞机的推特账号，12月15日又冻结了报道这一消息的几位美国记者的账号。不久這些記者的賬號被解封。12月18日，推特平台禁止出現与推特形成竞争关系的某些社交媒体网站的鏈接。
2023年4月，Twitter母公司正式从「Twitter」更名为「X」。
2023年6月30日，Twitter禁止未登录用户查看推文或个人资料，埃隆·马斯克在自己的账号发推说这是“临时紧急措施”，并指责“数百个组织”在Twitter上窃取数据。第二天实行了进一步的措施，临时限制了账户每天可以查看的推文数量，已验证的账户可查看6000条，未验证的可查看600条，新创建的账号可查看300条。一小时后又改成已验证可查看8000条，未验证可查看800条，新创建可查看400条。四小时之后改成了已验证可查看10000条推文，未验证可查看1000条，新创建可查看500条。
2023年7月24日起，推特正式开始逐渐更名为“X”，而且新黑白X标志取代推特的蓝鸟标志。

## 使用者介面
2006年3月22日，Twitter以圖形使用者介面為主，最初採用了擬物風格。
2008年，iPhone OS 2推出以來，App Store提供了Twitter應用程式。
2009年4月30日Twitter修改了其網站界面，添加了一個搜尋框和一個名為「全球趨勢」的側邊欄，這一側邊欄用來顯示在每天推文中出現頻率最多的詞。比茲·斯通說所有發佈在Twitter上的訊息會被迅速索引，這樣的一個功能讓Twitter真正成為了一個發現引擎，讓用戶來發現這個世界上正在發生什麼。
2010年，iPad和iPod Touch誕生以來，Twitter應用程式也在iPad和iPod Touch提供該應用程式。
2012年3月，Twitter推出了阿拉伯語、波斯語、希伯來語以及烏爾都語版本，這是Twitter第一次推出從右到左書寫語言的版本。大約有13000多名志願者參與到了功能表選項的翻譯工作中。
2012年9月19日，iOS 6推出以來，Siri直接在推特上發送訊息內容。
2013年9月18日，iOS 7推出以來，在蘋果設計高級副總裁的主導下，採用了全新的視覺設計，整體風格由iOS 6以前的擬物風格改為扁平化風格，並對Twitter圖形使用者介面進行全面的改造。Twitter亦整合至Siri中。
2014年9月17日，iOS 8推出以來，將底部黑色框變為白色框，並移除了「#」符號（發現）圖標，改成新聞和訊息。此外，螢幕底部的白色框為首頁、通知、新聞、訊息、我（個人檔案）。
2015年9月16日，iOS 9推出以來，蘋果隨著Twitter分別以專為數位顯示器設計的San Francisco及蘋方體取代Helvetica Neue及華文黑體成為系統預設英文及中文字體，更清晰易讀。
2016年9月13日，iOS 10推出以來，蘋果公司為Siri開放了有限的第三方使用，包括社群網路應用程式Twitter。 
2017年9月20日至今，iOS 11推出以來，Siri支持額外第三方操作，包括社群網路應用程式Twitter。此外，Twitter的圖形使用者介面更新，該社群網路中的個人頭像將正方形改為圓形。隨後推特給個別用戶開放了提升字元限制的測試，使得個別用戶可以發送多達280個字元的推文，比起原來的140個字元限制提升了一倍。11月份，推特正式將所有使用者的推文字元限制提高到280個字元，但中文、日文和韓文除外，即一個漢字、日語假名或諺文被視為兩個字元，因為推特公司經過調查發現，中文、日文和韓文在原先的字元限制下已經足夠表達推文所要表達的意思，所以沒必要對這些語言文字放寬字元限制。此外，將螢幕底部白框中的「我」（個人檔案）移到了功能表，改成搜尋。此時，Twitter的白色框為首頁、搜尋、通知和訊息。

## 徽标
“Twitter bird”是一只蓝色的小鸟，已经成为Twitter品牌的标志性图案。
原徽标在2006年7月开始使用，2010年9月14日废弃并换用第二个徽标“Larry the Bird”。第二个徽标而于2012年6月5日撤换。一位来自Twitter公司供职于平台与API的雇员与公司的创意主管一起讨论了徽标的创作过程，名稱由來是NBA的波士顿凯尔特人队声望的拉里·伯德。具体的细节已于2011年八月波士顿凯尔特人队的互动媒体主管向Twitter的合作创办者比兹·斯通询问此事的过程中得到确认。
第三个标志，亦即推特经典的“小蓝鸟”图标，于2012年6月5日正式使用，并废除之前的徽标。网页中的「Twitter」字样被去除，采用与其服务最相关的简化版蓝鸟图案并将其更名为“Twitter Bird”。Twitter表示，这只小鸟就是Twitter，无需用任何文字来自描述该服务。
2023年4月3日起，Twitter的藍鳥標誌被換成了Doge，但無論馬斯克還是推特官方都未解釋原因。有人則認為這是個遲來的愚人節笑話。蓝鸟标志于4月7日恢复。
2023年7月24日起，因推特逐步更名为X，小蓝鸟标识被逐渐停用，并逐步被黑色的X标识取代。

## 特色
Twitter经常会被拿来与网页版的IRC客户端作对比。
用户的消息默认是向所有人公开，但是用户也可以设置成仅对选定的人开放。用户可以通过Twitter网站发布消息，或者使用各种第三方软件，或者是在一些国家地区使用短信才发布消息。通过短信发布消息虽然是免费的，但是服务提供商可能会收取一定的短信费用。
用户可以订阅其他用户的消息，这种订阅行为以及被订阅者通常被称作“跟进（Following）”，订阅者通常被称作“跟进者（Follower）”或者是“Tweeps（由Twitter和peeps两个单词缩合而成。）”
Twitter同时允许用户通过各种可用途径来更新自己的个人用户页面。
2009年的一期时代杂志中，专注于技术方面的作者史蒂芬·約翰遜评价Twitter是非凡的简洁，他这样说道：
|                 | 作为一个社交网络，Twitter围绕着跟進者（Follower）这个概念。当你打算去跟進（Follow）一个Twitter用户的时候，那个用户所发布的消息就会按照时间顺序全部出现在你的Twitter主页上。假设你跟進了20个人，那么你可能在一个页面上看到这20个用户的混合在一起的消息，比如会有有关早餐的消息、感兴趣的网址链接、音乐推荐甚至是对未来教育的假想。 |
| ——史蒂芬·約翰遜 | |

Twitter會給名人、記者、政治人物的賬戶分配藍色對勾。

### 消息
Twitter上的消息可以采用添加主題標籤（hashtags）形式进行分类，即在单词、短语前面加上一个#构成的标签。类似的，在@符号后边紧跟一个用户名可以让用户直接给对方发送信息。例如，一条包含有@example的消息可以直接送达对方，并且在“Reply”中显示，同时，别人也能看到这条消息。如果用户转发另一用户的消息，这种行为被称作“RT消息”。
2009年，一个名叫“Twitter列表（Twitter Lists）”的功能被引入，这个功能允许用户可以通过一个用户列表一次性订阅许多用户的消息。
Twitter用户通过手机短信，可以继续与Twitter保持连线状态。用户可以通过5个网关号码：分别是设在美国、加拿大、印度、新西兰和一个供国际用户使用的，建立在马恩岛的号码。还有一个短号码可以供英国境内的Vodafone和O2网络用户使用。在印度，虽然Twitter官方只支持Bharti Airtel服务商，但是另一个名叫smsTweet的平台已经成功让所有网络的用户都能使这一功能。在新加坡、马来西亚和菲律宾，有一个名叫GladlyCast 也允许用户通过手机短信发送Twitter消息。
为了适应短信字数的140字的限制，Twitter消息的字限制同样也是140字，这催生了各种速记用语以及俚语的广泛使用。字数的限制同时还催生了类似bit.ly、goo.gl等缩略网址服务和类似Twitpic这种第三方内容存储服务，同时类似memozu.com和NotePub这样的服务让用户可以发布各种多媒体消息以及超过字数限制的消息。目前Twitter已开始使用自己的t.co域名对所有发布于其网站上的链接自动进行缩短。2017年11月起，推文字符限制提高至280个字符，中文、日文和韩文除外，即每一个汉字、日语假名和谚文占两个字符。
Retweet意为在引用被转推的内容时对其发表评论，大致格式一般如下：“转推者的评论RT @被转推者的ID:被转推的内容”，由于Twitter并没有提供评论功能，因此这个简写开始在Twitter用户中流传并广泛使用。出于信息的纯粹性，Twitter官方并不推荐这种做法。他们在2009年11月18日推出了官方的Retweet功能。
2020年5月，Twitter更新的Retweet的計數方式，並率先在iOS系統中測試。

### 消息内容

根据Pear Analytics的分析结果得到的图表
新闻
垃圾信息
自我推广
无目的的闲谈
对话
传递价值

一家来自圣安东尼奥的市场研究公司Pear Analytics在2009年8月连续两周分析了每天11点到17点（CST时间）的来自美国或者是用英语书写的2,000条消息，并将这些消息归为6类：
- 无目的的闲谈——40%
- 对话——38%
- 传递价值——9%
- 自我推广——6%
- 垃圾信息——4%
- 新闻——4%[132]

社交网络研究者Danah Boyd随后对这一研究结果展开讨论。他认为“无目的的闲谈”更应该是一种人类维系社交关系的行为，人们会想知道自己身边的人在做什么。
由于这项研究仅仅选取了非常非常小的一部分消息，语言种类也很有限，所以无论是样本容量还是样本选择的范围来看，都不能够用于分析所有Twitter所有消息的状况，因此仅能够作为一种参考。

### 排名
在Alexa上Twitter被认作是访问量最多的十个网站的一员。每天的使用人数均有不同，官方也没有发布相关的统计数据。Compete.com网站显示，Twitter早在2009年1月就已经从排名第22位的社交网络站点上升至第三位。在2009年3月，一篇来自AC尼尔森的报告将Twitter评为在2009年2月份发展最迅速的会员交流（Member Communities）站点。Twitter以1382%的百分数稳步发展，而Zimbio仅仅是240%的发展速度，紧随其后的是以每月228%的速度发展的Facebook。据统计，Twitter的用户回访率为40%。

### 消息发布与管理
以Twitter为服务基础有许多软件和工具可以用于发布消息、监控内容等，这其中包括Twitvid（用于视频分享）、 TweetDeck、Salesforce.com、HootSuite以及Twitterfeed.只有不到一半的消息是通过网站本身发出的，大部分用户更习惯于使用第三方软件进行消息发布等操作（此结论由Sysomos基于5亿条推文分析得到）。

### 热门话题
在Twitter上一个被打上标签符号（一个井号“#”）的单词、词组或者是一个话题，如果当它被提及的频率远远高于其他标签的时候，就会成为一个热词而进入趋势列表。通常一个趋势是由许多用户共同推动或者是由于一个活动让用户针对某一特定话题进行讨论而产生的。这些热门话题旨在于帮助用户了解世界上正在发生什么事情。
热门话题有的时候是由于明星或者一特定的文化现象的爱好者共同推动而产生的，比如Lady Gaga、贾斯汀·比伯、暮光之城以及哈利波特小说的爱好者。Twitter此前已经针对这种情况改变的趋势的算法，以避免这种现象的发生。
Twitter官方在2010年3月20日的博客文章中宣布最热门的话题将会滚动显示于Twitter网站首页。网站用户也可以了解到一个特定的话题是如何成为热门话题的。
曾有一些关于Twitter热门话题的争议：Twitter会审查一些具有冒犯他人内容的话题标签，以便其不被显示出来。Twitter曾经在接到用户举报后审查过#Thatsafrican和#thingsdarkiessay这两个标签。

### 验证
2010年8月31日，所有的Twitter第三方应用程序被要求使用OAuth验证方式，这种验证方式不需要用户在使用第三方应用的过程中向程序本身提供自己的账号信息。此前OAuth验证方式只是可选的，但现在已经变为强制要求，此前的用户名和密码的验证方式已经不能再使用。Twitter官方发表声明说使用OAuth是为了“增强安全性并改善用户体验”。

### 行動裝置

Twitter行動裝置版本畫面
mobile.twitter.com

Twitter目前已推出iOS、Android、Firefox OS和Series 40等平台行動裝置版本。而第三方的Twitter應用程式最大使用人數限制約十萬人。

### 用户及市场统计
| Twitter.com全球五大市场 (%)                                                                                        | Twitter.com全球五大市场 (%) | Twitter.com全球五大市场 (%) | Twitter.com全球五大市场 (%) | Twitter.com全球五大市场 (%) |
| --- | --------------------------- | --------------------------- | --------------------------- | --------------------------- |
| 国家 | 国家                        |                             | 百分比                      | 百分比                      |
| 印度尼西亚 | Jun 2010                    |                             | 20.8%                       |                             |
| 印度尼西亚 | Dec 2010                    |                             | 19.0%                       |                             |
| 巴西 | Jun 2010                    |                             | 20.5%                       |                             |
| 巴西 | Dec 2010                    |                             | 21.8%                       |                             |
| 委内瑞拉 | Jun 2010                    |                             | 19.0%                       |                             |
| 委内瑞拉 | Dec 2010                    |                             | 21.1%                       |                             |
| 荷兰 | Jun 2010                    |                             | 17.7%                       |                             |
| 荷兰 | Dec 2010                    |                             | 22.3%                       |                             |
| 日本 | Jun 2010                    |                             | 16.8%                       |                             |
| 日本 | Dec 2010                    |                             | 20.0%                       |                             |
| 提示：被统计的访问者为15岁以上，来自家庭或者办公场所，统计结果中已除去来自公共场所（例如网吧）和移动设备的访问量。 |                             |                             |                             |                             |

一位研究社会化媒体的产业分析者Jeremiah Owyang曾认为Twitter的主要使用者是一些此前从未使用过其它社会化媒体服务的年纪较大的使用者。根据comScore的统计结果，仅有11%的Twitter用户年纪在12至17岁，comScore认为这是由于在Twitter发展早期阶段，关于社交网络的消息主要获得了商业界的关注，相关的新闻报道也仅仅受到成年用户的关注。但是当沙奎尔·奥尼尔、布兰妮·斯皮尔斯以及阿什顿·库奇等人加入到Twitter名人堂之后，comScore评价认为Twitter已经逐渐融入主流并为其自身带来了许多名人。
根据2009年6月来自Sysomos的一份研究报告显示，Twitter用户中女性用户比男性用户略多，男女所占比例为53%对47%。报告同时还显示，有5%的用户贡献的信息占据了所有信息的75%，而纽约则拥有最多的Twitter用户。
根据Quancast的报告，2009年9月3日在美国有2700万人使用Twitter。其中63%的用户年龄在35岁以下；60%的用户为白人，其它几个较高的人群为非裔美国人（16%）和拉丁美洲人（11%）；58%的Twitter用户的年收入在$60,000以上。
2011年9月7日，Twitter对外宣布他们已经拥有1亿活跃用户，这些用户每个月至少登陆Twitter网站一次，并且有5000万的活跃用户每天使用Twitter服务。
在2012年1月6日发表的一篇文章中提到，Twitter已经成为日本最大的社交网络，而Facebook以细微差距名列第二。comScore确认了这则消息的真实性，并评论说日本是唯一一个Twitter超越了Facebook的国家。

### 政策
2019年2月，Twitter導入防止兒童色情的新政策。2022年12月，Twitter 3.0上線，同月5日，Twitter宣布將停止香港，澳門，台灣的推特服務器主流合併計劃，並停止三個地區的Twitter 3.0服務。Twitter壁壘計劃正式上線。在更早之前的11月，Twitter開始禁止投放政治宣传广告。

## 财务与投资

### 风险投资与资金
总体来说，Twitter已经从美国风险投资中获得了5700万美元的资金，至于具体的资金数额至今也没有公开过。Twitter获得的第一笔资金是从未公开过的，据传言这笔资金为10000美元到50000美元之间，它在2008年的B轮融资是2200万美元，而Twitter的C轮融资则包括来自Institutional Venture Partners和Benchmark Capital的3500万美元，以及来自包括Union Square Ventures公司、Spark Capital（星火资本）公司和Insight Venture Partners公司在内的未知数额的投资。可以这样说，Twitter是由Union Square Ventures、Digital Garage、Spark Capital和Bezos Expeditions这些公司共同支撑起来的。
The Industry Standard网站曾表示Twitter的长期存活力受到资金不足的限制。Twitter的董事会成员Tood Chaffee则预测说公司将会从电子商务中获益，他提到用户可能会希望直接购买那些在推特上进行推荐和推广的产品。
在2010年12月Twitter获得了2亿美元的风险投资，使公司价值达到37亿美元。在2011年3月，Twitter在股权交易网站SharesPost将35000股的股票以每股美元$34.50元的价格进行出售，此时的公司价值为78亿美元。在当年8月，Twitter宣布获得了来自数码天空科技8亿美元的风险投资。
Twitter公司已经确认成为2013年首次公开募股的候选人之一。
2011年12月，沙特阿拉伯王子瓦利德·本·塔拉勒·阿勒沙特向Twitter投资了3亿美元，这个时候该公司的价值为84亿美元。
截至2022年4月4日，馬斯克已持有推特公司9.1%股權，成為推特公司的最大股東。

### 收入来源
在黑客盗取了一些包含Twitter的收入和用户增长的情况的文件后，这些文件也通过TechCrunch被公布出来。这些文件包括Twitter的内部财政预测资料，包含对第三季度的40万美元的收入预测，以及在第四季度实现400万美元的收入和2500万的用户数量，文件还预测在2013年底，Twitter的年收入将达到15.4亿美元，净收入达1.11亿美元，同时拥有10亿用户。但是有关如何实现这些目标的文件并没有被公布出来，与此同时，比兹·斯通在他的博客中也提到对于这些商业细节的透露可能会采取法律行动的可能性。
2010年4月13日，Twitter宣布将会向企业公司提供付费广告业务，这些广告将会在用户进行推文搜索的结果中以专门的推文形式显示出来，有些类似于Google的AdWords广告模型，并且Twitter还说已经有包括索尼影视娱乐、红牛、百思买和星巴克在内的公司已经表达了使用此项业务的意愿。为了进一步扩大其广告业务的覆盖范围，2012年3月20日Twitter宣布将在移动设备上显示广告推文。在2011年Twitter通过广告业务获得大约1亿4千万美元的收入，并预计2012年这项收入将增长86.3%达到2亿6千万美元左右。
虽然Twitter公司从2010年春季末期才开始销售广告，但是其依然成功创造了4500万美元的年收入。即使公司在2010年的大部分时期是亏本运营，其还是吸引了2亿美元的风险投资。Twitter与国际娱乐新闻网（WENN）在2011年5月签订的一项协议可以使Twitter从用户发布的照片中获得免税收入。2011年6月，Twitter宣布他们将会为小型企业提供一个自助广告平台。
2021年，Twitter推出「Super Follows」功能，用戶如果要閱覽需付費。
2022年11月2日，埃隆·马斯克称用户每月支付8美元就可以订阅X Premium。11月5日，X Premium正式上线，随后因推特上假账号激增，被紧急叫停，直至2022年12月中旬重新上线。

## 技术

### 架构
Twitter早期采用Ruby on Rails框架和Ruby企业版，由于考虑到执行效率等因素并没有采用原生Ruby。
2007年春季到2008年，Twitter上的消息都是通过一个名叫Starling的持久化消息队列服务器进行处理的。但从2009年开始，Twitter已经开始逐渐在用Scala编写的程序来进行消息处理。同时，这项服务提供的API允许众多网站与Twitter整合。
2011年，Twitter從Ruby on Rails切换至Java，從MySQL切换到Lucene；新的核心框架使Twitter的搜索性能增加到原来的3倍。

### 使用者介面
2009年4月30日Twitter修改了其網站介面，添加了一個搜尋框和一個名為「全球趨勢」的側邊欄，這一側邊欄用來顯示在每天推文中出現頻率最多的詞。比茲·斯通說所有發佈在Twitter上的訊息會被迅速索引，這樣的一個功能讓Twitter真正成為了一個發現引擎，讓用戶來發現這個世界上正在發生什麼。
2012年3月，Twitter推出了阿拉伯語、波斯語、希伯來語以及烏爾都語版本，這是Twitter第一次推出從右到左書寫語言的版本。大約有13000多名志願者參與到了菜單選項的翻譯工作中。
2014年9月17日，iOS 8推出以來，Twitter將底部黑色框變為白色框，同樣將「井（#）號」圖標中的「發現」被移除，此外，螢幕底部的白色框為首頁、通知、新聞、訊息、我（個人檔案）。
2017年9月20日至今，iOS 11推出以來，Siri支持額外第三方操作，包括社群網路應用程式Twitter。此外，Twitter的圖形使用者介面更新，該社群網路中的個人頭像將正方形改為圓形，隨後將螢幕底部白框中的「我」（個人檔案）被移除到左上角。此時，Twitter的白色框為首頁、搜尋、通知和訊息。

### 开源
Twitter在提高自身技术发展的过程中发布了许多开源项目，其中较为著名的项目包括用于创建分布式数据存储的Gizzard框架以及用于创建分布式图片数据库的FlockDB项目。

### 创新者专利协议
2012年4月27日，Twitter宣布将会履行一项名为《创新者专利协议》（Innovators Patent Agreement，简称IPA）的协议，这项协议将要求Twitter只能将其专利用于自卫目的。这项协议将于2012年后期开始执行。

### 网址缩短服务
Twitter自己开发了一个名为t.co的网址缩短服务，这项服务仅用于缩短發布在Twitter上的网址链接，而不允许外部使用。Twitter希望通过这样的网址缩短服务帮助用户远离恶意网站，并且能够追踪用户对网址的点击等相关情况。
最初Twitter上的网址缩短服务由第三方网站如bit.ly和TinyURL等提供，后来Twitter在2010年3月首先在私信服务中试验了自己的网址缩短服务，当时Twitter使用的是twt.tl这一域名，随后哥伦比亚域名注册机构向Twitter赠送t.co这个域名。这项服务后来在@TwitterAPI、@rsarver和@raffi这三个账号上进行了测试。2010年9月2日，Twitter向所有用户发布了一封电子邮件称，这项服务将会推广至所有用户。在2011年6月7日，Twitter正式宣布了这项服务的启动。

### 内置图片分享服务
2011年6月1日，Twitter宣布启用内置的图片分享服务，用户将可以通过网站内置的功能上传图片进行分享，同时用户还可以给包含图片链接的消息中加入标签，使得消息可以在搜索系统中被搜索到。Twitter还计划开发图片库功能，将用户通过官方图片分享服务以及其它第三方服务发布的图片全部收集并集中同步在一起。

### Twitpic
由於Twitter初期並不支援貼圖功能，在2008年2月出現第三方圖片分享服務的Twitpic。然而Twitter於2011年6月內建圖片分享服務後，2012年9月取消App第三方圖片分享服務功能，Twitpic因此逐漸式微。2014年9月，受Twitter商標侵權控訴及威脅收回API服務權限之下，宣告將被迫關閉。2014年10月，與Twitter協議收購其域名和照片存檔，Twitpic網站存續以便Twitter用戶保留過往資料、不再更新。

### 应用程序接口（API）
在所有著名技术公司中，Twitter提供最开放、最强大的开发者API。在Twitter开始提供服务后，开发者对Twitter的兴趣与日俱增，促使其在2006年9月发布了第一个版本的API。该API迅速成为标志性的REST API的参考实现，许多编程教程也都用它作为示例。
2020年7月，Twitter宣布了新一代API启动，名为「Twitter API v2」。Twitter声称，新的API更易用、更强大，弥补了许多开发者请求而没有实现的功能。
2023年1月，Twitter终止了第三方对其API的访问，迫使所有第三方Twitter客户端关闭，随后宣布从2022年2月9日起不再免费提供 v1.1 和 v2 两个版本的 API，改为付费提供。收費影響社區極大迴響，2月14日Twitter表示延遲收費計劃。

### 應用程序外掛
與眾多社交网络相同的是，Twitter也提供許多應用程序的外掛链接，方便整理或快速刪除：
1. TwitBird for Twitter
2. TweetDeck和TweetDeck for iPhone
3. Flipboard，社交網站雜誌，提供如同實體雜誌化的電子預覽，可以與社交網站（包括Twitter）作為链接。
4. twitrub，提供快速删除推文服务的應用程序。

## 影响
由于Twitter是消息传播最快速和便捷的通道，它的影响力在2008年美国总统选举、伊朗綠色革命、丹佛飞机脱离跑道事件、印度孟买连环恐怖袭击事件、迈克尔·杰克逊逝世，到中国大陆的中央电视台新台址大火、石首事件、新疆骚乱事件等都能体现出来。
现在，前美国总统奥巴马、NBA球星奥尼尔、Google、白宫和诸多新闻媒体等也先后在Twitter上开设帐号。而谷歌大中华区前总裁李开复开设的帐号更使Twitter在中国大陆提高了知名度。不过，Twitter上也有大量各式各样的假冒名人用户，以名人们的名义发表不实或不当言论。受害者包括伊旺·麥奎格、布兰妮、美国前总统乔治·W·布什及英国女王等。李开复的英文名“Kaifulee”在之前就曾被人捷足先登，在Twitter开设了账号，以他的名义来发布消息，被众多媒体引用。后来李开复与Twitter进行了沟通，才拿回了账号。对于此现象，Twitter已开始改变先前放任不管的态度。目前公司正测试一款新系统，以确保用户能辨别出哪些是真正的名人用户。
据美国《商业周刊》在2009年5月的统计，使用Twitter的美国大公司執行長已经由2008年8月的18人增长至48人。
2009年下半年，Twitter被收录入《柯林斯英文词典》（Collins English Dictionary）30周年版中，“Twitter”的释义为“一个让人们发表有关个人现状的短消息的网站”，动词“tweet”的释义为“在Twitter网站上写短消息”。

## 批评与争议

### 在示威游行中的影响
在伊朗总统大选事件中，美国政府更罕有地要求Twitter延后原本已经安排好的维修工作至伊朗当地时间的凌晨时分进行，好让网站在白天能继续正常运作。不过此举被外界批评有干涉伊朗內政之嫌，美国国务院则辩称Twitter是伊朗民众在总统大选后的重要联络工具，所以才下达此要求。Twitter则表示此决定是出自其网络服务供应商，而非国务院的强制规定。
2009年6月，在宣称伊朗总统大选舞弊之后，示威者利用Twitter作为串联和与外界通信的工具。6月15日，因为几位用户和美国国务院的要求，Twitter取消了计划中的90分钟的离线维修。CNN在这一事件中的报道被批评并被标签为#CNNfail。Twitter同时被用于组织对伊朗政府网页的DDoS攻击。
2009年8月，当美国总统奥巴马的医疗改革计划的反对者攻击英国的全国医疗体系（NHS）时，上千NHS的用户利用Twitter的#welovetheNHS标签进行支持NHS并反对美国右派的运动，并得到了英国首相高登布朗的支持。
2009年G-20峰会在匹兹堡召开时，纽约市的异议人士艾略特麦迪逊（Elliot Madison）利用Twitter报道组织示威者避开警察的阻挠。警察袭击了麦迪逊的宾馆房间，一周后他在纽约的家也被FBI袭击并搜查了长达16个小时。麦迪逊被指利用计算机和无线电设备跟踪会议当天警察的行动并用手机和社交网络工具Twitter向示威者传递消息；他被指控妨碍公务，用通信设施犯罪和拥有犯罪工具。儘管搜查令只授权FBI探员搜查有可能违反联邦反暴乱法定证据，他们将冰箱磁铁，玩具猴等杂物统统没收。
2021年印度的農改法案引起大規模抗議，農民們更懂得利用網路來串連，加強抗爭力道。讓政府下令逮捕不少網路異議人士。抗議民眾聲稱「現在政府在推特上用卑鄙的陰謀，用工具包當藉口，逮捕很多活動分子，和氣候運動人士」譴責推特配合印度當局以暴力壓迫印度的民主和言論自由。
2022年，中國爆發白紙運動，中國網友在推特上披露國內實情，期間搜索中国城市相关的內容时，只能找到大量的成人色情内容。纽约时报報導，斯坦福大学研究人员报告，分析这些垃圾贴中绝大多数与商业自动发帖程序网络有关，一些监督互联网的团体曾暗示，中国政府是发垃圾贴的自动程序帐号的幕后黑手。

### 技术错误与宕机问题
当Twitter遇到宕机情况时，用户可以看到一幅八只橙色的飞鸟将一只大鲸鱼用网打捞起来的图像，并且会给出“太多推文！请稍后再试！”的消息。这幅图画是由Yiying Lu创作的。
2007年Twitter的上线率为98%（宕机时间总计大约6天），在一些大型活动譬如2008年的MacWorld大会上Twitter的宕机现象尤为突出。
以下列出了几次主要的宕机事件：
- 2008年5月：Twitter新的工程师团队在对构架进行更改，以应对网站规模的增长。由于系统的不稳定导致了宕机事件以及临时性的功能丢失。
- 2008年8月：Twitter停止了对英国用户的免费短消息服务[229]，随后的五个月中，一个通过XMPP机器人的即时信息服务也处于不可用状态[230]。
- 2008年10月：Twitter的工作状态博客发布公告说Twitter的即时通讯服务已经不属于临时宕机，而是需要进行修理。同时还宣布Twitter将会暂停许多主要工作，重新开始其即时通讯服务。[231]
- 2009年6月12日：Twitter遇到了所谓的“Twitpocalypse”问题。由于每一条推文都对应一个独特的数字ID，而当时的推文数字ID增长已接近32位计算机运算时最大的有符号整数值（总共有2,147,483,647条消息）[232]。虽然说Twitter网站本身没有任何故障出现，但是许多第三方应用程序却无法再访问最近所发表的推文了。随后Twitter发布了补丁，修正了这一缺陷，但依然有一些iPhone应用程序由于在苹果App Store中需要审核而被迫将这一修复时间延长[233]。
- 2009年6月25日：Twitter在当天宕机了至少一次，并且网站运行缓慢。这段时间内曾经有记录显示在一个小时内出现了超过50000条有关于迈克尔·杰克逊去世消息的推文[234]，当时迈克尔·杰克逊在热门话题上排名第七。
- 2009年8月6日：Twitter和Facebook受到了分散式阻断服务攻击，这次网络攻击导致Twitter被迫下线数小时[235]。后来经查明，这次攻击是针对在2008年南奥塞梯战争一周年纪念日时一名支持格鲁吉亚的Twitter用户的，而非是针对网站本身[236]。
- 2009年9月22日：Twitter网站的消息总量超过了32位计算机运算时最大的无符号整数值（总共有4,294,967,296条消息），一些第三方应用软件再一次无法正常工作[237]。
- 2009年12月17日：Twitter网站被黑客攻击，网站的欢迎页面被替换成一张绿色旗帜图像，并且写有“该站点已被伊朗网络军攻击”。但是黑客与伊朗之间并没有任何联系[238]。
- 2010年6月-7月：Twitter在这段时间的2010年世界杯足球赛期间曾经有相当高的服务拒绝率（10%-20%），同时服务响应的延迟也有所增加[239]。
- 2010年11月：一部分用户遇到了服务错误，当他们登录到自己的账户的时候，看到的却是大鲸鱼的错误页面。这些账户并不是被锁定的账号，同时使用者依旧可以看到回复自己的消息并可以发表内容，但是时间线以及其它功能则出现不正常。
- 2013年8月27日：Twitter出現宕机，疑似遭到黑客组织“叙利亚电子军”的攻击，该组织表示对此事负责。此外，纽约时报、赫芬顿邮报等几家媒体的网站均遭到该组织的攻击。

歐盟通過最新的「歐盟資料保護規範」（General Data Protection Regulation），規定未滿16歲（各成員國可選擇下修至未滿13歲）兒童或青少年個資之取得及處理，須事先獲得父母或監護人同意。許多用戶填入自己的正確生日之後就遭到Twitter封鎖帳戶（因為Twitter判定該帳號申辦時未滿13歲），部分用戶向Twitter請求解鎖後幾天甚至幾個小時就解鎖，但部分用戶等了好幾個月甚至半年都不見Twitter解鎖。有國外的網友在Reddit寫了個最終解決方法，有部分用戶表示Twitter願意解鎖，但也有部分用戶表示Twitter拒絕解鎖。

### 隐私与安全问题
Twitter上发表的信息默认都是公开的，但是用户可以给其他用户发送私人信息，但发送字数会被限制。Twitter也会以非匿名的形式收集用户的个人信息并与其合作伙伴进行分享，并且如果公司更换领导层，那么公司保留出售用户信息的权利。虽然说Twitter不显示广告，但是广告商可以收集用户所发送的历史信息，并将其用于自己的广告中，且可以指明用户名。
2007年4月7日，Nitesh Dhanjani和Rujith指出Twitter存在安全隐患，而隐患是由其短信服务造成的。由于Twitter使用用户的移动电话号码作为验证手段，导致攻击者可以使用短信欺骗的方式，将短消息的来源伪造成用户手机号码，从而可以随意更新受害者的消息。这个安全隐患公布数周之后，Twitter增加了PIN码验证的可选方式，来保证用户短信的来源正确性。
2009年1月5日，在Twitter的一个管理员密码被字典破解后，有33个知名的账户遭到纂改和冒用，并发布了一些有关于性和毒品的消息。
2009年6月11日，Twitter发布了测试版本的“验证账号”功能。这项功能可以让名人来验证自己的账户为自己本人所拥有而非伪造的，通过验证的用户在其个人用户页上将会出现相应的标识。
2010年5月，土耳其网站İnci Sözlük发现了Twitter网站的一个漏洞，这个漏洞可以让攻击者在被攻击者完全不知情的情况下，操纵修改其账户所关注的人的列表。例如喜剧演员康纳·欧布莱恩的账户就受到该漏洞影响，他的账户本来只设置了关注一个人，被攻击后被恶意增加了200多个关注的人。
由于Twitter屡次出现安全问题，美国联邦贸易委员会在2010年6月24号对Twitter提起诉讼，这也是该委员会第一次针对社交网站的安全漏洞采取行动。委员会要求Twitter必须采取众多措施来保障用户个人信息的安全，包括通过“综合性的信息安全保护程序”对用户信息进行保护，并且要求每两年接受一次审查。
2010年9月21日，由于一个XXS蠕虫导致的“鼠标悬停”安全漏洞在Twitter上传播开来。当用户将鼠标光标移到一条包含有方框的特定消息上时，该漏洞即被触发，自动打开一个链接并且自动通过用户的账户发布包含有相同内容的恶意消息，这个漏洞以前曾被用于弹出广告以及一些色情站点的链接上。这个蠕虫的来源尚不清楚，但是Pearce H. Delphin（Twitter用户名为@zzap）和一位斯堪的纳维亚的程序员Magnus Holm都宣称自己利用了之前可能是开发彩色推文的作者Masato Kinugawa所发现的一个漏洞。在8月14日的时候，Masato Kinugawa就已向Twitter提交了有关于XXS安全隐患的消息，后来当他发现这一安全隐患在一次出现的时候，他创建了名为“RainbowTwtr”的账号并发布一些包含彩色文字的消息。Delphin宣称自己利用这个安全隐患创造了一段包含有“onMouseOver”鼠标悬停事件的JavaScript脚本，而Magnus Holm则宣称自己编写并发布了这条可以通过自我ReTweet的方式来进行自我复制的XXS蠕虫。安全公司Sophos说这个病毒是一群人纯属娱乐才编写的，但是这个漏洞还可以被用于网络犯罪。随后Twitter官方的状态博客在UTC时间13:50的时候发布消息说“该漏洞已经被完全修补”，同时公司的代表Carolyn Penner说不会因为此事件而发起任何指控。
2010年12月14日，美国司法部发出一张传票，要求Twitter提供涉及到维基解密的用户的账户资料。Twitter通知了其用户，并且在发布的一份声明中称“我们的政策要求当用户的个人信息被通过法律强制手段或者政府请求的方式被他人所获取时，我们需要通知用户，除非有相关法律禁止我们这样做。”
2011年5月，在CTB与新闻集团报纸一案中的原告CTB（后来被确认是瑞恩·吉格斯）在英格兰及威尔士高等法院要求Twitter公布几个用户的资料。这是由于之前在Twitter网站有用户发布了涉及吉格斯个人私生活的消息，并引起了有关隐私禁令的争议。Twitter欧洲区的领导Tony Wang说，在网站上“做坏事”的用户需要在这场由这一案件引发的争议中为自己辩护，同时Twitter将在司法请求的情况下向有关部门移交用户的信息。他同时表示Twitter将服从英国法庭的命令，将这次“非法行为”的相关用户的名字公布出来。
2011年5月29日，南泰因赛德市政委员会成功地在美国加利福尼亚的一个法庭通过法律手段要求Twitter公布5名用户的资料，这些用户资料被用来鉴别一个名为“Mr Monkey”博客的真实身份，据称这一博客发布了诽谤当地3名议员的消息。
2012年1月23号，Twitter收购了一家名为Dasient的公司，这家公司主要提供针对恶意软件的保护。Twitter希望能够通过这家公司来清除Twitter网站上恶意的广告发布者。
2012年1月26日，Twitter发布了一项功能，这项功能允许按照国家对一些消息进行选择性删除。例如对于法国和德国而言，有关新纳粹的消息是违法的，在这些国家内包含有这样内容的消息将会被删除。在此之前，违法的消息在所有国家地区都会被删除。
2012年5月17日，Twitter宣布将会提供“Do Not Track”隐私保护选项，这是Firefox浏览器的一个功能，用来阻止网站在计算机上留下Cookie。
2020年7月15日，多个有百万关注者的认证账号被盗用，发表比特币诈骗消息。
2023年10月9日，法國新聞網站報導國際特赦組織等機構揭露越南政府透過向法國公司購買間諜軟體，經由社群媒體X（前身為推特）進行大規模駭客行動，企圖入侵全球政要、記者等人的電腦，對象包括歐洲議會議員、法國電視台、美國政治人物、記者、外交官，涉及歐洲、美國和亞洲的59個組織與個人，包括位階極高的政治領導人、記者、學者，以及越南政權的反對者。

### 禁止用户分享亨特‧拜登相關信息
2020年10月2020年美国大选期间，推特封杀了主流媒体《纽约邮报》对当时的总统候选人乔·拜登的儿子——亨特·拜登不利的报道。2021年4月1日，推特首席执行官杰克·多尔西（Jack Dorsey）在国会关于虚假信息和社交媒体的听证会上承认，这是推特平台犯下的“完全错误”（total mistake）。此前，《纽约邮报》（New York Post）披露，一台据称属于亨特‧拜登的笔记本电脑被发现，其中包含一封来自乌克兰布里斯马公司一名顾问的电子邮件，指在乔·拜登担任美国副总统期间，亨特曾为这位顾问与自己的父亲安排会面。

### 政治干预
2020年5月，美国前总统唐纳德·川普指责推特干预美国总统大选，因为推特开始给川普的推特贴上“误导性内容”的标签。
2020年12月，推特将印度人民党（BJP，Bharatiya Janata Party）信息技术部门负责人阿米特·玛尔维亚（Amit Malviya）发布的一条推文贴上了“误导性内容”的标签。玛尔维亚在他的推特上揭露了拉胡爾·甘地和其他国大党领导人欺骗性地使用误导性的图片用于声称印度人民党政府着重残忍地打压农民。
2021年8月19日，推特針對阿富汗內戰的局勢發展，禁止了抵抗塔利班之領袖阿姆魯拉·薩利赫和他的政黨阿富汗綠色趨勢的賬戶，而塔利班的賬戶則活躍且不受限制。
2022年俄羅斯入侵烏克蘭期間，推特暫停了俄羅斯的廣告推送、給俄羅斯的國有媒體推文添加標籤，並停權了一些帳號。
2022年3月，中国中央电视台台长、中共中央宣传部副部长慎海雄个人推特账号被封禁。此账号创建于2022年2月，中华人民共和国外交部发言人赵立坚、中国驻外使领馆官员张和清、环球时报记者陈青青等均关注了此账号。
2022年9月13日，推特前安全主管彼得·扎特科向美国参议院司法委员会透露中国政府至少在Twitter员工中安插了一位国安间谍。

### 报道马斯克的记者被封号
2022年12月15日，多名报道推特收购案的记者被平台永久封号，包括Mashable的Matt Binder、Aaron Rupar，CNN的Donie O'Sullivan，以及《纽约时报》的Ryan Mac，其中部分人还报道推特封禁追踪马斯克私人飞机行踪的账号ElonJet。对此，推特信任与安全负责人埃拉·欧文（Ella Irwin）向The Verge表示会“将封禁任何违反我们隐私政策，让其他用户面临风险的账户。”

### 对印度政府审查请求的回应
2023年1月，推特在印度政府的要求下，屏蔽了英国广播公司（BBC）制作的关于印度总理纳伦德拉·莫迪的纪录片印度：莫迪問題的链接和相关内容。这一决定引发了对推特及其首席执行官埃隆·马斯克的广泛批评。批评者指出，马斯克在收购推特时自称为“言论自由绝对主义者（Free Speech Absolutist）”，但在此事件中却配合了政府的审查要求。
印度裔美国穆斯林委员会执行董事谢赫·拉希德·艾哈迈德（Sheikh Rasheed Ahmad）发表声明，指责马斯克限制了关于BBC纪录片的讨论，认为他将商业利益置于人权之上。2023年1月25日，马斯克在推特上被问及此事时回应称，他是首次听说这一情况，并表示自己同时管理多家公司，无法立即解决推特在全球各地的问题。然而，他并未承诺将采取何种行动，推特公司也拒绝对此作出进一步评论。

### 收购案后的媒体联络渠道
Twitter被马斯克收购后，其媒体联络团队遭受重创并保持沉默。至2023年3月19日，马斯克在Twitter上宣布官方的“press”邮箱现在起会自动回复收到的电子邮件，回复内容仅是一个粪便符号“💩”，此举遭到批评。

## 审查与限制

### 美國以外国家的审查与封锁
北韓、中國大陸、沙烏地阿拉伯、伊朗、敘利亞等國家及地區，Twitter被封鎖。但在南韓的Twitter進行審查後，不對南韓的Twitter進行廣泛封鎖。以及其他即時通訊軟體等網路電話的應用程式，美國政府也對其他國家的Twitter進行網路審查。
2009年6月4日下午，中国大陸防火长城封锁Twitter。据报道，此次网络封锁或与1989年天安门事件二十周年有关。中国大陸Twitter网民对此反应强烈，纷纷在更新推文中加入“#FuckGFW”等字句表示抗议，“#FuckGFW”亦很快登上Twitter热门关键词榜并曾超越关于法国航空447号班机事故的关键词“#Air France”位列第二位，后被“#China Blocks Twitter”代替。2009年6月8日中午，封锁解除。
2009年7月5日，乌鲁木齐市发生七五骚乱事件。翌日下午，Twitter再次被封锁。Facebook也在7月7日遭到封锁且至今未解除。8月6日，《中国国防报》发表文章指出Twitter、Facebook、Flickr和YouTube可以被“西方敌对势力”用作宣传与颠覆工具，并称“要加快提高网络隔绝、屏蔽、锁定和反击网上攻击的能力”。雖然被封锁，但還有中国用户通过各种手段来登录与使用Twitter，如修改Hosts文件，使用twip，tweetr等搭建twitter API proxy，或使用Dabr、推特中文圈（或者基于推特中文圈的修改版本Rabr）等第三方站点或软件。
2011年2月19日，有網民在博訊新聞網上發出中國茉莉花革命的號召，號召網民於次日（即2月20日）上街集會。而當晚有部分中國大陸境內的網民反映能通過SSL直接連接Twitter和Facebook而無需翻牆。21日起，多个Google的IP及免费主机被封锁，以阻止中国大陸网民使用自己搭建的API（GTAP或Twip等）访问Twitter。
目前中国大陆地区无法直接登录Twitter，可通过突破网络审查的相关方法访问Twitter官网。
2019年，有中国网民因在推特上发表“毛某勾结日军”等针对毛泽东及中共的言论，而被武汉市蔡甸区人民法院以寻衅滋事罪、诽谤罪一审判处有期徒刑一年三个月，剥夺政治权利三年。
事实上，尽管Twitter遭到防火长城的封锁，但Twitter于2016年7月的官方统计数据显示，该公司目前已在中国大陆拥有约1000万活跃用户。科技媒体则预计，包括使用代理改变坐标的用户在内，Twitter在中国大陆已拥有最多3550万活跃用户。2017年12月，Twitter大中华区总经理蓝伟纶表示，“中国已经成为Twitter最重要的广告市场之一。”根据2014－2016年三年间的统计数据，Twitter大中华区的广告业务增加了366%。Twitter公司介绍，Twitter在中国大陆的主要客户包括华为等科技企业、人民日报社等媒体机构，以及中国大陆各地方政府旅游局。包括中国中央电视台、人民日报在内的许多中国媒体在Twitter上开通了官方账号。同时还可供海南游客使用Twitter。
受反政府示威影响，埃及当局曾短暂封锁Twitter。
德黑兰时间2009年5月23日15点，Twitter被伊朗政府封鎖。

#### 反封锁举措
- 由于Twitter开放應用程式接口，众多使用者搭建了大量的Twitter第三方应用，其中部分未被封锁。用户可通过未被封锁的Twitter第三方应用免“翻墙”的使用Twitter的服务。由于使用Twitter第三方应用有泄露密码的风险，2010年8月开始Twitter已经逐步停止未经OAuth认证的第三方应用，但用户仍无法避免第三方应用对自己的帐号发送广告或恶意連結的情况。
- 2010年1月27日，Twitter称正在研发新技术，此项技术将被用于保护Twitter用户免遭来自中国和伊朗政府的網路審查。[302]
- 2015年8月19日，Twitter以服務大中華區廣告主的變通方式在中國大陸啟用，僅對海外發布產品訊息而非社群網路性質，對內仍封鎖[303][304][305]。

### 自我审查與屏蔽
2020年6月，Twitter承认关闭17万个与中国政府有关联的账户，理由是涉嫌散播对中国政府有利的地缘政治言论。斯坦福大學下属研究项目“网络观察台”的文章《Sock Puppets Spin Covid Yarns: An Analysis of the PRC-Attributed June 2020 Twitter Takedown》指Twitter发现这些相关账号有针对性的诋毁香港民主运动。

### 美國政府的干預及審查
2020年5月26日，美国总统唐納·川普发布推文，批评加利福尼亚州等州份宣布选民无须亲自前往投票站，通过邮寄选票的方式投票即可。特朗普称邮寄投票将造成全美大面积投票舞弊行为，并威胁要切断联邦资金。Twitter其后增加 “了解有關郵寄選票的事實（Get the facts about mail-in ballots）”的超連結，首次对特朗普推文提出警告，提醒用户注意特朗普推文的误导性。特朗普随后谴责推特公司“干预大选、限制言论自由”，并强调“作为总统，我不会允许这种情况发生”。5月27日，特朗普签署了一项旨在“预防网络审查”的行政令，撤销社交媒体网站根据《通信礼节法》的230条回避与站内言论有关的部分诉讼的权利。
2021年1月6日，美國示威者衝擊國會，至少造成四人死亡，特朗普在Twitter上呼籲示威者和平守法，離開國會。Twitter刪除特朗普部分推文，是Twitter首次以非版權為由刪除推文。Twitter表示，如果特朗普繼續違反相關規定，他的賬號將會被刪除。稍後，Twitter宣佈永久關閉特朗普的個人賬號，和特朗普的相關人士如前國家安全顧問弗林和支持特朗普的著名律師鮑威爾等多個爭議人物的賬號也被永久封號。此舉導致部分用戶揚言抵制，並從Twitter轉移陣地。同一天，Twitter宣布冻结特朗普的账号12小时。2021年1月7日，特朗普发布了最后两则贴文，声称他不会出席新总统的就职典礼，以及称投票支持他的75,000,000位美国人为爱国者。之后Twitter发表声明，永久冻结特朗普的账号，因此促使他宣布成立自己的平台Truth Social。直至兩年半後的2023年8月24日，特朗普在X上發佈了自己就佐治亚州联邦起诉其推翻2020年佐治亚州选举结果，在该州富尔顿县监狱自首期间拍摄的“嫌犯大头照”，宣佈“永不投降”（never surrender），正式回歸X。
2022年12月，伊隆·馬斯克通過四名獨立記者發佈「推特文件」，披露拜登政府通過推特影響他國選舉，美國中央司令部成立「白名單」鼓吹軍方觀點，還有打壓政敵共和黨，封禁共和黨的推特賬號，另外美國中情局和聯邦調查局有干涉平台政策。在馬斯克收購推特後，美國國務院還給推特公司發出一份「禁言名單」，名單中都是反對國務院的美國異見人士。
2023年4月16日，伊隆·馬斯克在福克斯採訪中披露美國政府機構能完全存取（have "full access"）任何Twitter用戶的資料，包括用戶的私信內容。

## 統計資料

### 關注人數前50名
下表列出了X上關注人數最多的50個賬號以及使用者的身份，信息截至2024年1月3日。
| 排名 | 帳號名                                  | 所有人               | 關注人數    | 職業                 | 國家或地域 |
| ---- | --------------------------------------- | -------------------- | ----------- | -------------------- | ---------- |
| 1    | @elonmusk （页面存档备份，存于）        | 伊隆·马斯克          | 168,033,411 | 大亨、X CEO          | 美国       |
| 2    | @BarackObama （页面存档备份，存于）     | 贝拉克·奥巴马        | 132,076,153 | 第44任美国总统       | 美国       |
| 3    | @justinbieber （页面存档备份，存于）    | 贾斯汀·比伯          | 111,912,980 | 音樂人               | 加拿大     |
| 4    | @Cristiano （页面存档备份，存于）       | 基斯坦奴·朗拿度      | 108,960,897 | 足球運動員           | 葡萄牙     |
| 5    | @rihanna （页面存档备份，存于）         | 蕾哈娜               | 108,215,332 | 音樂人、商人         |            |
| 6    | @katyperry （页面存档备份，存于）       | 凱蒂·佩芮            | 107,286,811 | 音樂人               | 美国       |
| 7    | @taylorswift13 （页面存档备份，存于）   | 泰勒·斯威夫特        | 93,643,476  | 音樂人               | 美国       |
| 8    | @narendramodi （页面存档备份，存于）    | 纳伦德拉·莫迪        | 90,356,578  | 印度总理             | 印度       |
| 9    | @realDonaldTrump （页面存档备份，存于） | 唐纳德·特朗普        | 86,595,727  | 第45任美国总统、商人 | 美国       |
| 10   | @ladygaga （页面存档备份，存于）        | Lady Gaga            | 84,039,193  | 音樂人、演員         | 美国       |
| 11   | @youtube （页面存档备份，存于）         | YouTube              | 78,969,188  | 影片分享網站         | 美国       |
| 12   | @EllenDeGeneres （页面存档备份，存于）  | 艾倫·狄珍妮          | 75,352,762  | 喜劇演員、電視主持   | 美国       |
| 13   | @nasa （页面存档备份，存于）            | NASA                 | 75,174,074  | 机构                 | 美国       |
| 14   | @kimkardashian （页面存档备份，存于）   | 金·卡戴珊            | 75,024,110  | 電視名人、商人       | 美国       |
| 15   | @selenagomez （页面存档备份，存于）     | 赛琳娜·戈麦斯        | 66,737,254  | 音樂人、演員         | 美国       |
| 16   | @X （页面存档备份，存于）               | X                    | 65,707,452  | 社群媒體平台         | 美国       |
| 17   | @cnnbrk （页面存档备份，存于）          | CNN突發新聞          | 63,818,666  | 新聞頻道             | 美国       |
| 18   | @billgates （页面存档备份，存于）       | 比尔·盖茨            | 63,044,450  | 商人、慈善家         | 美国       |
| 19   | @neymarjr （页面存档备份，存于）        | 内马尔               | 62,365,737  | 足球運動員           | 巴西       |
| 20   | @cnn （页面存档备份，存于）             | CNN                  | 61,576,361  | 新聞頻道             | 美国       |
| 21   | @jtimberlake （页面存档备份，存于）     | 賈斯汀·提姆布萊克    | 61,517,620  | 音樂人、演員         | 美国       |
| 22   | @imvkohli （页面存档备份，存于）        | 維拉·哥利            | 57,131,404  | 板球運動員           | 印度       |
| 23   | @britneyspears （页面存档备份，存于）   | 布蘭妮·斯皮爾斯      | 55,195,651  | 音樂人               | 美国       |
| 24   | @nytimes （页面存档备份，存于）         | 纽约时报             | 55,063,576  | 報紙                 | 美国       |
| 25   | @shakira （页面存档备份，存于）         | 夏奇拉               | 53,784,956  | 音樂人               | 哥伦比亚   |
| 26   | @pmoindia （页面存档备份，存于）        | 印度總理辦公室       | 53,601,682  | 印度總理辦公室       | 印度       |
| 27   | @ddlovato （页面存档备份，存于）        | 黛咪·洛瓦托          | 53,094,899  | 音樂人、演員         | 美国       |
| 28   | @kingjames （页面存档备份，存于）       | 勒布朗·詹姆斯        | 52,666,657  | 篮球運動員           | 美国       |
| 29   | @bbcbreaking （页面存档备份，存于）     | BBC突發新聞          | 51,608,959  | 新聞頻道             | 英国       |
| 31   | @jimmyfallon （页面存档备份，存于）     | 吉米·法伦            | 50,346,135  | 喜劇演員、電視主持   | 美国       |
| 32   | @ChampionsLeague （页面存档备份，存于） | 歐洲冠軍聯賽         | 49,242,519  | 年度足球比賽         | 歐洲       |
| 33   | @srbachchan （页面存档备份，存于）      | 阿米塔布·巴强        | 48,544,613  | 演員                 | 印度       |
| 34   | @bts_twt （页面存档备份，存于）         | 防彈少年團           | 48,507,637  | 音樂團體             |            |
| 35   | @realmadrid （页面存档备份，存于）      | 皇家马德里足球俱乐部 | 48,436,023  | 足球俱樂部           | 西班牙     |
| 36   | @fcbarcelona （页面存档备份，存于）     | 巴塞罗那足球俱乐部   | 47,628,393  | 足球俱樂部           | 西班牙     |
| 37   | @espn （页面存档备份，存于）            | ESPN                 | 46,880,636  | 體育頻道             | 美国       |
| 38   | @mileycyrus （页面存档备份，存于）      | 麥莉·希拉            | 46,549,496  | 音樂人、演員         | 美国       |
| 39   | @akshaykumar （页面存档备份，存于）     | 阿克夏·庫馬          | 46,007,607  | 演員、電影製片人     | 印度       |
| 40   | @beingsalmankhan （页面存档备份，存于） | 薩爾曼·汗            | 45,244,132  | 演員、電影製片人     | 印度       |
| 41   | @jlo （页面存档备份，存于）             | 詹妮弗·洛佩兹        | 44,932,093  | 音樂人、演員         | 美国       |
| 42   | @NBA （页面存档备份，存于）             | NBA                  | 43,869,376  | 美国职业篮球联赛     | 美国       |
| 43   | @iamsrk （页面存档备份，存于）          | 沙·魯克·罕           | 43,573,873  | 演員、電影製片人     | 印度       |
| 44   | @bts_bighit （页面存档备份，存于）      | 防彈少年團           | 43,429,761  | 音樂團體             |            |
| 45   | @brunomars （页面存档备份，存于）       | 布鲁诺·马尔斯        | 42,591,221  | 音樂人               | 美国       |
| 46   | @oprah （页面存档备份，存于）           | 奥普拉·温芙瑞        | 42,218,931  | 電視名人、商人       | 美国       |
| 47   | @sportscenter （页面存档备份，存于）    | SportsCenter         | 41,562,551  | 體育頻道             | 美国       |
| 48   | @premierleague （页面存档备份，存于）   | 英格兰足球超级联赛   | 41,498,321  | 英格兰超级联赛       | 英国       |
| 49   | @niallofficial （页面存档备份，存于）   | 奈爾·霍蘭            | 40,478,007  | 音樂人               | 愛爾蘭     |
| 50   | @kyliejenner （页面存档备份，存于）     | 凱莉·珍娜            | 40,195,869  | 電視名人、商人       | 美国       |

### 最早帳戶
最早的Twitter帳戶為14個帳號，這些帳戶於2006年3月21日啟用，當時全部屬於Twitter員工，包括@jack（傑克·多西）。